# Friendship (singel Genzie)
FriendSHIP – singel polskich influencerów – Bartka Kubickiego oraz Fausti – wydany z zespołem Genzie. Singiel został wydany został wydany 28 grudnia 2022.
Nagranie otrzymało w Polsce status złotej płyty 24 kwietnia 2024.
Singel zdobył prawie 7 milionów wyświetleń w serwisie YouTube (na maj 2024) oraz prawie 7 milionów odsłuchań w serwisie Spotify (na maj 2024).

## Nagrywanie
Utwór został wyprodukowany przez Clearminda. Za mix/mastering utworu odpowiada FANTØM. Tekst do utworu został napisany przez Jędrzeja Wołodko. Utwór realizował Jędrzej Wołodko.

## Twórcy
- Genzie – główny artysta/zespół
- Fausti – wykonawca, wokal
- Bartek Kubicki – wykonawca, wokal
- Clearmind (Mateusz Żezala) – produkcja, kompozycja
- FANTØM – mix/mastering
- Jędrzej Wołodko – tekst

## Certyfikaty i sprzedaż
| Kraj          | Certyfikat  | Sprzedaż |
| ------------- | ----------- | -------- |
| Polska (ZPAV) | złota płyta | 25 000+  |